# Hirobo
Hirobo Electric Corporation (ヒロボー株式会社 Hirobō Hirobō kabushiki-gaisha) est une société japonaise d'aéromodélisme, de modèles d'hélicoptères RC mieux connue pour sa gamme de modèles d'hélicoptères radiocommandés de haute qualité, à la fois à nitrométhane et plus récemment, à propulsion électrique. Sa société mère est Hirobo Limited.

## Sources
1. ↑  (en) « Hirobo Limited », sur www.epicos.com (consulté le 2 janvier 2019)